# Robert K. Weiss
Robert K. Weiss (...) è un regista, produttore cinematografico e sceneggiatore statunitense.

## Biografia
Robert K. Weiss è un regista e produttore statunitense, è stato spesso produttore di film con Leslie Nielsen, John Landis, David Zucker.
Dal 1996 è anche presidente della X Prize Foundation.

## Filmografia[2]

### Regista
- Donne amazzoni sulla Luna (1987)

### Produttore
- Ridere per ridere regia di John Landis (1977)

- The Blues Brothers - I fratelli Blues regia di  John Landis (1980)
- Quelli della pallottola spuntata regia di Zucker-Abrahams-Zucker(1982)
- Doctor Detroit regia di Michael Pressman (1983)
- The Compleat Al regia di Jay Levey (1985)
- Dragnet (1987) regia di Tom Mankiewicz (1987)
- Pubblifollia - A New York qualcuno impazzisce regia di Tony Bill (1990)
- Una pallottola spuntata 2½ - L'odore della paura regia di David Zucker (1991)
- Una pallottola spuntata 33⅓ - L'insulto finale regia di Peter Segal (1994)
- Madonna: Innocence Lost (1994)
- La pecora nera regia di Penelope Spheeris (1996)
- A Night at the Roxbury regia di John Fortenberry (1998)
- Scary Movie 3 - Una risata vi seppellirà regia di David Zucker (2003)
- Scary Movie 4 regia di David Zucker (2004)
- Superhero - Il più dotato fra i supereroi regia di Craig Mazin (2008)

### Attore
- UHF - I vidioti regia di Jay Levey (1989)
- Pubblifollia - A New York qualcuno impazzisce regia di Tony Bill (1990)
- Tommy Boy regia di Peter Segal (1995)